# William Kingdon Clifford
Pour les articles homonymes, voir William Clifford (homonymie) et Clifford.
 (avril 2023).
William Kingdon Clifford (né à Exeter le 4 mai 1845 - mort dans l'île de Madère le 3 mars 1879) est un mathématicien et philosophe anglais. Il est le père avec Hermann Grassmann de l'algèbre géométrique, qui est un cas particulier de l'algèbre de Clifford. Il est aussi le premier à envisager que la gravitation puisse être modélisée par un espace de courbure variable. En philosophie, il développe le concept de « substance mentale ».

## Biographie
William Clifford naît à Exeter et suit sa scolarité dans cette ville, dans une école privée. Il poursuit ses études au King's College de Londres et à Cambridge où il se lie d'amitié avec Edward Carpenter. Au tripos de mathématiques de Cambridge en 1867, il se classe second wrangler et obtient également la seconde place pour le prix Smith. L'année suivante, il est élu fellow de Trinity College (Cambridge). En 1871, il est professeur de mathématiques à l'University College de Londres et, en 1874, devient un membre de la Royal Society. Il est aussi membre de la société métaphysique. En 1875, il épouse l’écrivaine Lucy Lane dont il a deux filles. En 1876, sa santé se détériore et il meurt en 1879 à Madère de problèmes respiratoires. Il est enterré au cimetière de Highgate.

## Géométrie
Ses contemporains le considèrent comme un homme d'une extraordinaire perspicacité et d'une grande originalité, doué d'une rapidité d'esprit, capable de s'exprimer dans un style efficace mais empreint de poésie. En géométrie, c'est un précurseur dans une forme de géométrie qui s'éloigne de la géométrie analytique pratiquée par ses collègues de Cambridge. Dans sa théorie des graphes, ou sa représentation géométrique des fonctions algébriques, il développe des idées qui seront reprises et exploitées par nombre d'autres. Il s'intéresse aussi à l'algèbre universelle, à la géométrie non-euclidienne et aux fonctions elliptiques. Ses publications sur les biquaternions (1873) et les surfaces de Riemann (1877) font autorité. Il publie aussi en 1878 une classification des lieux géométriques. Ses autres publications concernent les formes algébriques et la géométrie projective.
Il est à l'origine des mots de produit scalaire et produit vectoriel[réf. nécessaire].

## Philosophie
Clifford est un idéaliste influencé par Spinoza. Sa philosophie s'apparente à celle de Hermann von Helmholtz et Ernst Mach. Il est à l'origine de deux concepts : celui de « substance mentale » et celui de « tribal self » (« moi tribal »). Cette dernière expression, principalement examinée dans l'essai de 1875 intitulé « On the scientific basis of morals », précise la clef de son éthique : la conscience et les lois morales sont construites par le développement dans chaque individu d'un « moi » qui le pousse à adopter un comportement contribuant au bien-être du groupe.
La place importante de Clifford à l'époque s'explique en grande partie par son attitude à l'égard de la religion. Animé par un engagement profond pour la vérité et le dévouement au devoir public, il déclara la guerre aux systèmes ecclésiastiques qui, à ses yeux, favorisaient l'obscurantisme et mettaient les thèses sectaires au-dessus de celles de la société humaine. Le danger était d'autant plus grand que la théologie était toujours en conflit avec le darwinisme. Clifford fut alors considéré comme un dangereux défenseur des tendances athées alors imputées à la science moderne. Il soutenait en particulier qu'il était immoral de croire des choses sans preuve, et ce notamment dans son essai de 1877 intitulé « The Ethics of Belief », qui contient le fameux principe : « il est toujours, partout et pour tout le monde mauvais de croire quoi que ce soit sur la base de preuves insuffisantes ». En cela, il s'opposait directement aux penseurs religieux pour qui la « foi aveugle » (i.e. la foi en dépit d'un manque de preuves) était une vertu. Ce texte fit l'objet d'attaques célèbres de la part du philosophe pragmatiste William James dans son texte intitulé La volonté de croire, même si l'opposition entre les deux philosophes est moins frontale qu'on ne le pense généralement,. Ces œuvres sont souvent lues et publiées ensemble comme pierres de touche du débat entre foi et évidentialisme.

## Publications

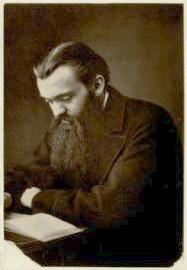

Une grande partie de son travail est publiée après sa mort.
- Sur la théorie spatiale de la matière (On the space theory of matter) en 1870
- On the scientific basis of morals en 1875;
- The Ethics of Belief en 1877;
- Éléments de dynamique (Elements of Dynamic) en 1879-1887;
- Vue et pensée (Seeing and Thinking) en 1879;
- Lectures et essais (Lectures and Essays) en 1879
- (en) William Kingdon Clifford, Mathematical fragments, being facsimiles of his unfinished papers relating to the theory of graphs, Londres, Macmillan and co., 1881, 22 p. (lire en ligne).
- Papiers mathématiques (Mathematical Papers) en 1882
- Le bon Sens des sciences exactes (The Common Sense of the Exact Sciences) en 1885, complété par Karl Pearson.

Monographie sur W. K. Clifford
- T. Madigan, W. K. Clifford and the Ethics of Belief, Cambridge Scholars Publishing, 2009,  (ISBN 978-1443816489)